# Азем Хайдарі
Азе́м Хайда́рі (алб. Azem Hajdari; 11 березня 1963, Тропоя — 12 вересня 1998, Тирана) — албанський політик.

## Біографія
Він походив з одного з найбідніших регіонів Албанії — Тропої. 1990 року, будучи студентом факультету філософії Тиранського університету, він брав участь у студентських демонстраціях з вимогою видалення імені Енвера Ходжі як покровителя університету. На зустрічі делегації протестувальників з тодішнім лідером Комуністичної партії Рамізем Алією Хайдарі передав вимоги протестуючих, у тому числі відновлення політичного плюралізму. У грудні 1990 року він був одним із засновників першої опозиційної партії — Демократичної партії Албанії. Він також був одним з найближчих соратників Салі Беріші, який також був родом з Тропої.
У кампанії перед першим багатопартійними парламентськими виборами у 1991 році він став відомим багатьом своїми висловлюваннями (у тому числі «У нас в країні мільйон комуністів, мільйон шпигунів і мільйон безробітних»). Офіційна комуністична влада у партійній газеті Zëri i popullit описала його як психічно хвору людину. Починаючи з 1991 року він був членом парламенту, одночасно став одним з організаторів профспілкового руху. У 1992—1996 роках він очолював парламентський комітет з питань громадського порядку і Національної служби розвідки.
1996 року він закінчив аспірантуру у галузі безпеки та оборони у місті Гарміш-Партенкірхен (Німеччина). З 1995 року він був президентом спортивного клубу Vllaznia Szkodra та головою албанської Федерації бойових мистецтв.
18 вересня 1997 член парламенту Гафур Мазреку з Соціалістичної партії після суперечки з Хайдарі вистрілив у нього п'ять разів з пістолету. Хайдарі був доставлений до військового госпіталю у важкому стані. 12 вересня 1998 Хайдарі був застрелений, коли він вийшов з офісу Демократичної партії у Тирані з двома охоронцями, один з яких був убитий (інший був важко поранений, але вижив). Були розстріляні також троє чоловіків, які чекали в автомобілі, припаркованому неподалік. Смерть Хайдарі призвела до вуличних демонстрацій і нападу прихильників політика на урядові будівлі.
Знаходження винних у смерті Хайдарі було ускладнене через недбалість поліції. Албанські ЗМІ припустили, що Хайдарі був залучений у незаконній торгівлі зброєю з Косово, і став жертвою однієї із злочинних груп, що брали участь у подібних угодах.
Він був одружений, у нього було дві доньки. Після смерті він був удостоєний звання почесного громадянина Тирани і ордена Скандербега, а 2002 року — звання Героя Нації (Nderi i Kombit).